# 禧街
禧街（英語：Hill Street）是新加坡市中心的主要道路，始於余東璇街（英語：Eu Tong Sen Street），一直到史丹福路（英語：Stamford Road）。此街上有數棟建築知名，如亞米尼亞教堂、新加坡中央消防局、舊禧街警察局、新加坡中華總商會，舊禧街警察局現在是新加坡数码发展及新闻部的所在地。